# دانشگاه جان مورز لیورپول
دانشگاه جان مورز لیورپول (به انگلیسی: Liverpool John Moores University) دانشگاهی مدرن است واقع در لیورپول انگلستان است که به افتخار سر جان مورز تاجر موفق و خیَر بریتانیایی نامگذاری شده‌است، پیش از این نامگذاری به نام هنرستان مکانیک لیورپول و بعدها پلی تکنیک لیورپول شناخته می‌شد تا اینکه در سال ۱۹۹۲ به نام کنونی دانشگاه جان مورز لیورپول شناخته شد. این دانشگاه بزرگترین دانشگاه شهر لیورپول از لحاظ تعداد دانشجو است پیشاپیش دانشگاه لیورپول و دانشگاه هوپ لیورپول.

## دانشکده‌ها
- دانشگاه دارای شش دانشکده است که عبارتند از:
- دانشکده علوم
- دانشکده هنر
- دانشکده حقوق و بازرگانی
- دانشکده تکنولوژی و محیط زیست
- دانشکده تعلیم، اجتماع و تفریحات
- دانشکده سلامت و جامعه‌شناسی کاربردی

## نگارخانه

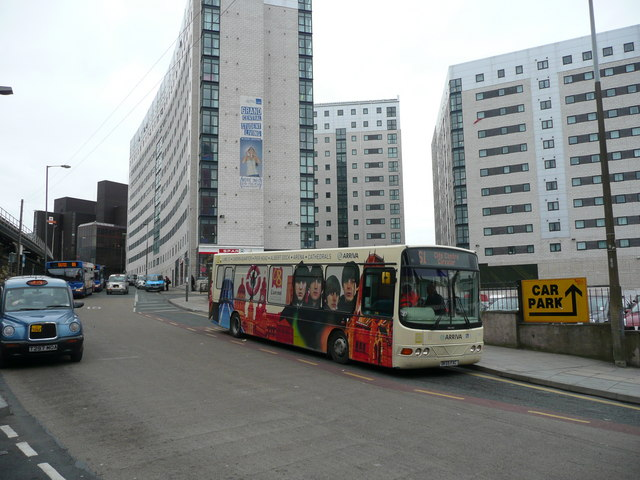
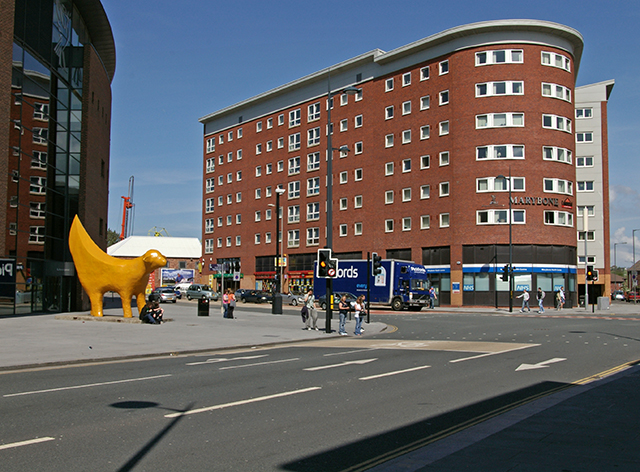
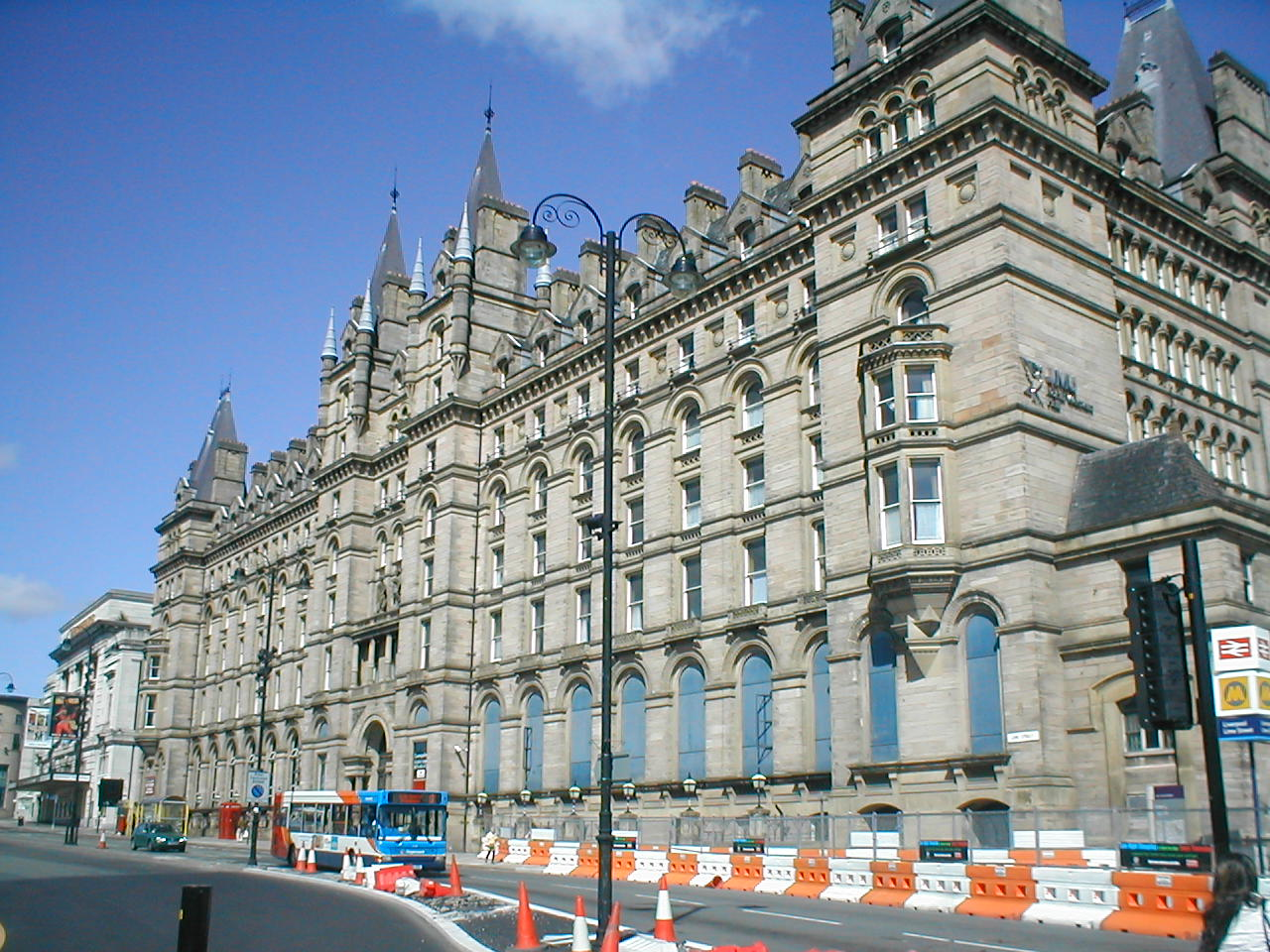